# Anton Chico, Novi Meksiko
Anton Chico je popisom određeno mjesto u okrugu Guadalupeu u američkoj saveznoj državi Novom Meksiku. Prema popisu stanovništva SAD 2010. ovdje je živjelo 188 stanovnika. 

## Zemljopis
Nalazi se na 35°11′42″N 105°08′38″W / 35.194866°N 105.143895°W. Prema Uredu SAD-a za popis stanovništva, zauzima 4,62 km2 površine, sve suhozemne.

## Stanovništvo
Prema podatcima popisa 2010. ovdje je bilo 188 stanovnika, 76 kućanstava od čega 51 obiteljsko, a stanovništvo po rasi bili su 61,2% bijelci, 0,0% "crnci ili afroamerikanci", 3,7% "američki Indijanci i aljaskanski domorodci", 2,7% Azijci, 0,0% "domorodački Havajci i ostali tihooceanski otočani", 29,3% ostalih rasa, 3,2% dviju ili više rasa. Hispanoamerikanaca i Latinoamerikanaca svih rasa bilo je 88,8%.